# Paraxestis rufescens
Paraxestis rufescens är en fjärilsart som beskrevs av George Francis Hampson 1902. Paraxestis rufescens ingår i släktet Paraxestis och familjen trågspinnare. Inga underarter finns listade i Catalogue of Life.